# سرکوب خیزش ۱۴۰۱ ایران
نیروهای امنیتی نظام جمهوری اسلامی ایران به دستور مقامات جمهوری اسلامی در جریان خیزش ۱۴۰۱ ایران با وحشیگری دست به سرکوب خونین معترضان زدند. نیروهایی از فرماندهی انتظامی، سپاه پاسداران و نیروی زمینی ارتش که زیرمجموعه ستاد کل نیروهای مسلح هستند در سرکوب معترضان نقش دارند. از زیرمجموعه‌های فرماندهی انتظامی، پلیس پیشگیری، پلیس آگاهی، پلیس امنیت عمومی، فتا، یگان ویژه ناجا و نوپو، گردان‌های امام علی در سرکوب معترضان دست دارند. سپاه پاسداران انقلاب اسلامی، جدای از نیروهای خودش از نیروهای بسیج و گروهی به نام نخسا هم استفاده می‌کند. گروه نخسا خود را خودجوش و از فداییان سید علی خامنه‌ای و قاسم سلیمانی می‌نامد،گروه نخسا به دستور قاسم سلیمانی، فرمانده نیروی قدس سپاه تشکیل شد.
به گفتهٔ سازمان ملل متحد، جمهوری اسلامی محتملا در جریان سرکوب اعتراضات سال ۱۴۰۱ مرتکب جنایت علیه بشریت شده‌است. امیرعلی حاجی‌زاده، فرمانده نیروی هوافضای سپاه پاسداران، تعداد کشته‌شدگان را بیش از ۳۰۰ نفر اعلام کرده‌است. نظام جمهوری اسلامی مسئولیت کشتن معترضان به دست نیروهای خود را برعهده نمی‌گیرد و علت مرگ بسیاری از معترضان کشته‌شده را «تصادف رانندگی»، «خودکشی»، «سقوط از ارتفاع» یا «تیراندازی از میان جمعیت» اعلام کرده‌است. همچنین مقامات جمهوری اسلامی برای انکار کشتن معترضان، از اعترافات اجباری بستگان کشته‌شدگان نیز استفاده کرده‌اند.

## صدور دستور سرکوب فوری
سید علی خامنه‌ای در ۲۸ آبان ۱۴۰۱ در یک سخنرانی، دستور سرکوب معترضان را صادر کرد و در پی آن، سید ابراهیم رئیسی، رئیس دولت جمهوری اسلامی و عضو هیئت مرگ اعدام دسته‌جمعی زندانیان عقیدتی سیاسی ایران در تابستان ۱۳۶۷، در روز سی‌ام، به دستگاه‌های مسئول، دستور داد که معترضان را «فوری» سرکوب کنند.
بعد از صدور دستور سرکوب فوری، خامنه‌ای در دی ۱۴۰۱ نیز گفت: «کار را به هنگام باید انجام داد. نباید غفلت کنیم…؛ باید بدون تأخیر وارد میدان بشویم؛ نباید تأخیر داشته باشیم» و همین چراغ سبز وی باعث تسریع بیشتر صدور احکام کیفری، از جمله، اعدام بر ضد معترضان بازداشت‌شده گردید.
همچنین غلامحسین محسنی اژه‌ای، رئیس قوه قضائیه گفت: «برای عناصر و مسببان اصلی اغتشاشات اخیر، هیچ جای ارفاق وجود ندارد.»

### درخواست نمایندگان مجلس برای اعدام بازداشت‌شدگان
در ۱۵ آبان ۱۴۰۱، ۲۲۷ نفر از نمایندگان مجلس شورای اسلامی در بیانیه‌ای در خطاب به قوه قضاییه و با محارب خواندن معترضان در ایران، خواستار قصاص (اعدام) معترضان شدند. تعداد معترضان بازداشت‌شده تا ۲۷ آبان ۱۴۰۱ دست‌کم ۶۰٫۰۰۰ نفر است.

### درخواست روحانیان برای تداوم اعدام
در دی ۱۴۰۱، جامعه مدرسین حوزه علمیه قم ضمن سپاس از اقدامات قوه قضاییه، با صدور بیانیه‌ای خواستار تداوم جدی‌تر اعدام بازداشت‌شدگان خیزش ۱۴۰۱ ایران، تحت عنوان محارب و مفسد باغی شد و نیز روحانیان مخالف با اعدام آنان را ورشکسته سیاسی نامید.

### تهدید فرمانده سپاه
یک مقام بلندپایه سپاه پاسداران تهدید کرد که برای براندازی رژیم جمهوری اسلامی «باید از دریای خون گذشت».

## شلیک عامدانه و سیستماتیک به چشم معترضان
نظام جمهوری اسلامی در خیزش ۱۴۰۱ ایران صدها نفر را در خیابان‌های ایران به طور سیستماتیک و عامدانه، با گلوله‌های ساچمه‌ای و پینت‌بال زخمی کرد و حالا بیشتر از یک سال است که معترضان مجروح از ناحیه چشم بلاتکلیف با درد و نبود دارو و درمان شکنجه می‌شوند.
- گزارش‌ها
- محمدحسین عرفان ۲۴ ساله، روز ۳۰ شهریورماه ۱۴۰۲ عکسی از یک نقشه ایران سیاه‌پوش را که اسم کشته‌شدگان اعتراضات ۱۴۰۱ با رنگ خون بر آن نوشته شده بود، در اینستاگرامش منتشر کرد و نوشت: «کاش اشک بعدی، اشک شوق باشه».محمدحسین ۳۰ بهمن ۱۴۰۲ به دلیل عفونت هر دو چشمش که در آبان ۹۸ با گلوله ساچمه‌ای نابینا شده بود، جان باخت. ساچمه‌هایی که از اسلحه ماموران سرکوب اعتراضات شلیک شده بودند، چهار سال محمدحسین را شکنجه کردند و هیچ پزشک و بیمارستان و دارویی نتوانست او را از خطر مرگ و دردهای طاقت‌فرسای همیشگی نجات دهد.محمدحسین عرفان بالای صفحه اینستاگرامش، همان‌جا که کنار اسم یک توضیح کوتاه درباره خودشان می‌نویسند، نوشته است: «این زمستان را نبین، ما هم بهاری داشتیم.» در روایت آخرین عکس اینستاگرام حسین نیز نوشته شده: «ماشه چکانده شد به دست کسی که فرمانی داشت از ناکسی ...لعنت به دستی که ماشه کشید.»
- پارسا قبادی ۱۸ ساله شب ۳۰ آبان ۱۴۰۱ در اعتراضات کرمانشاه هر دو چشمش را با گلوله ساچمه‌ای ماموران حکومتی از دست داد.او در گفت‌وگو با ایران‌اینترنشنال می‌گوید: «ساچمه‌ها داخل جمجمه‌ و نزدیک به مغزم است، هر کدام سه سانتی‌متر با کاسه چشم فاصله دارد. ماموران مردمک، قرنیه و شبکیه چشمم را هدف گرفته بودند که هر دو سوراخ شد.»پارسا ۱۲ شهریور ۱۴۰۲ در آستانه سالگرد کشته شدن مهساژینا امینی، در روزهایی که حکومت به دلیل ترس از شکل‌ گرفتن اعتراضات خیابانی، خانواده‌های دادخواه را بازداشت می‌کرد، دستگیر شد. او می‌گوید: «من را در مغازه پدرم بازداشت و به انفرادی زندان دیزل‌آباد کرمانشاه بردند. آن‌جا زیر شکنجه به دلیل اینکه نگفتم سلام فرمانده را برای خامنه‌ای خوانده‌اند، زنجیر به پایم بستند و از سقف آویزانم کردند و ساعت‌ها کتکم زدند.»او بعد از ۱۷ روز انفرادی و چهار روز زندان عمومی با وثیقه سنگین آزاد شد و برای اینکه دوباره بازداشت نشود، ایران را ترک کرد.پارسا درباره وضعیتی که در ترکیه داشت می‌گوید: «چون مهلت پاسپورتم تمام شده بود، از ترس دیپورت شدن نمی‌توانستم از خانه خارج شوم و قطره چشمم هم تمام شده بود. فشار چشمم بالا رفت و وقتی به آلمان رسیدم فوری بستری شدم. دکتر گفت اگر چند روز دیرتر می‌آمدی چشمت می‌ترکید.»او مدام اشاره می‌کند از روزی که چشمش را با گلوله زده‌اند تا همین حالا حتی یک روز را بدون درد سپری نکرده است: «کارهای روزمره‌ام را انجام می‌دهم اما درد همیشه با من است. چشم راستم ۴۰ درصد و چشم چپ ۱۵ درصد بینایی دارد. ۱۰ عمل روی چشم‌هایم انجام داده‌ام و اگر این عمل آخر جواب ندهد باید چشم چپم را تخلیه کنم.»
- محمدحسین لیریایی، جوان ۳۴ ساله‌ای است که ماموران حکومتی در اعتراضات اردیبهشت ۱۴۰۱ ایران در درود هر دو چشمش را با گلوله ساچمه‌ای نابینا کرده‌اند. یک فرد مطلع درباره وضعیت او به ایران اینترنشنال می‌گوید: «۲۲ ماه است که بینایی‌اش را از دست داده و بعد از طی کردن مراحل درمان اولیه هنوز نتوانسته حتی بخش کوچکی از آن را به دست بیاورد.»این فرد اشاره کرد محمد لیریایی ممنوع‌الخروج شده و دیگر هیچ امیدی برای درمان در خارج از ایران ندارد. او گفت: «علاوه بر چشم‌هایش، هفتاد گلوله ساچمه‌ای در بدن محمد است که چرک کرده و او به دلیل نداشتن توان مالی نتوانسته است برای درمان آن‌ها اقدام مناسبی انجام دهد.»او همچنین درباره روزی که محمد در خیابانی در درود با گلوله ساچمه‌ای به چشم و بدنش آسیب دید، می‌گوید: «محمد در گوشه‌ای از خیابان در کنار معترضان ایستاده بود، اما ناگهان ماموران حکومت از راه رسیدند و با گلوله ساچمه‌ای به چشم و بدن او شلیک کردند.»

غزل رنجکش، حسین نوری‌نیکو، ضحا موسوی، محمد فرضی، نیلوفر آقایی، متین حسنی هر کدام در جای جای ایران هدف گلوله‌ ماموران حکومتی قرار گرفتند و حالا همگی در حال طی کردن روند درمان هستند.یکی از آن‌ها که در ایران است به ایران‌اینترنشنال می‌گوید: «تا مدت‌ها به ما دارو نمی‌رسید. داروهای ما را به داروخانه نمی‌رساندند تا با درد ما را شکنجه کنند. ما که هر روز با فشار و چشم و درد مواجه هستیم.»امیر شاه‌ولایتی، حسین جعفری، علی زارعی، متین حسنی و حسین حسین‌پور از معترضانی بودند که با شلیک عامدانه ماموران حکومت نابینا و مدت‌ها در بازداشت بودند. آن‌ها در زندان با جلوگیری از دادن داروهایشان شکنجه شدند.

## روش‌های سرکوب
در این اعتراض‌ها جمهوری اسلامی از دو ابزار جدید لیزر و آمبولانس برای سرکوب استفاده کرده‌است؛ از لیزر برای نشانه‌گیری قبل از شلیک و از آمبولانس، ماشین‌های شرکت میهن، برای جابجایی نیرو و دستگیری معترضان و انتقال آنها به بازداشتگاه‌ها استفاده می‌شود.
پلیس ضد شورش برای متفرق‌کردن معترضان به آنان تیراندازی کردند. و برای متفرق‌کردن معترضان از گاز اشک‌آور و ماشین‌های آب‌پاش استفاده کرد.
جمهوری اسلامی در مواجهه با این اعتراضات، بیش از ۵۰۰ نفر از جمله ۷۱ کودک را به قتل رساند. در حین این اعتراضات، اینترنت و شبکه‌های اجتماعی به‌طور گسترده‌ای از دسترس خارج یا فیلتر شدند. همچنین فعالان سیاسی و اجتماعی در ایران دستگیر شدند. استفاده از خشونت بسیار در برخورد با معترضان مانند تیراندازی مستقیم به آن‌ها توسط نظامیان و شبه‌نظامیان در شهرهای مختلف با واکنش‌های بسیاری مواجه شد.
در روزهای ابتدایی اتصال‌ها به اینترنت در ایران به ۶۷ درصد میزان معمول کاهش داده شد. در روزهای بعد اینترنت موبایل و خطوط تلفن همراه در بخش‌های گسترده‌ای از ایران قطع شد.

### ربودن کودکان و نوجوانان
سازمان حقوق بشری هه‌نگاو اسامی ۱۸۶ کودک و نوجوان (۱۵۴ پسر و ۳۲ دختر) را که در جریان خیزش ۱۴۰۱ ایران به دست نیروهای امنیتی جمهوری اسلامی ربوده شده‌اند، منتشر کرد که برخی از آنان به چند سال حبس و ۷۴ ضربه شلاق و نیز جریمه مالی محکوم شدند.

### تجاوز جنسی به جوانان
بنا به گزارش برخی منابع، هم‌زمان با بازداشت گسترده معترضان توسط حکومت جمهوری اسلامی، و سکوت رسانه‌ها (ی داخلی)، میزان خشونت و حتی تجاوز جنسی سرکوبگران حکومتی به دختران و پسران حتی کم‌سن (۱۴–۱۳ ساله) افزایش یافته‌است.
شبکه سی‌ان‌ان، پس از یک بررسی دوماهه (مهر و آبان ۱۴۰۱) و در گزارشی تحقیقی، تأیید کرده‌است که پسران و دختران بازداشت‌شده در ایران، مورد خشونت جنسی قرار می‌گیرند و در برخی موارد در زندان به آن‌ها «تجاوز» می‌شود. ضرب و شتم و آزار جنسی زندانیان دخترِ به‌ویژه زیبا شدیدتر است.
قربانی برجسته تجاوز و قتل معترضان توسط جمهوری اسلامی، نیکا شاکرمی است، نیکا شاکرمی یکی از معترضان علیه حکومت بوده که در صف اول اعتراضات و روسری سوزان حضور شجاعانه داشت اماّ پس از دستگیری، بارها توسط سرکوبگران رژیم مورد تجاوز قرار گرفته، به حدی که رحم او بیرون کشیده شده و به قتل رسیده‌است
به‌گفته یکی از دختران بازداشت‌شده، در بازداشتگاه، یک «اتاق خصوصی بازجویی» وجود دارد که افسر بازجو، دختری زیبا را به تنهایی با خود به آن اتاق برده و به او تعرض جنسی می‌کند.
یکی از کسانی که بارها مورد تجاوز جنسی و حتی پارگی اندام‌ها قرار گرفت آرمیتا عباسی است.

#### فیلم گرفتن از صحنه تجاوز جنسی برای باج‌گیری
سی‌ان‌ان به نقل از منابع مطلعی که با قربانیان گفت‌وگو کرده‌اند، گزارش داده که مأموران جمهوری اسلامی از صحنه‌های خشونت‌آمیز تعرض جنسی فیلم تهیه کرده‌اند و آن فیلم‌ها را به ابزاری برای باج‌گیری از معترضان یا وادار کردنشان به سکوت تبدیل کرده‌اند.
بر اساس برخی تحقیقات راستی‌آزمایی‌شده، حکومت جمهوری اسلامی از تعرض و تجاوز جنسی به‌عنوان یکی از ابزارهای سرکوب و برای تحت فشار گذاشتن، ناامید کردن، اخاذی و دریافت حق‌سکوت از معترضان قربانی‌شده، استفاده می‌کند.

### نابینا کردن سیستماتیک معترضان
سازمان حقوق بشر ایران در گزارشی شلیک نیروهای امنیتی جمهوری اسلامی به صورت و چشم تعداد قابل توجهی از معترضان مأموران را «سیستماتیک» و «هدفمند» اعلام کرد. آمار دقیقی از معترضانی که چشمانشان آسیب دیده، در دست نیست؛ ولی بنا به گزارشها دست‌کم ۵۰۰ نفر معترض از ناحیه چشم، آسیب دیده‌اند. در همین رابطه اوایل آذر ماه ۱۴۰ چشم‌پزشک طی امضای بیانیه‌ای گواهی دادند که از شروع اعتراضات ۱۴۰۱ در اواخر شهریور امسال تا آن زمان، شمار قابل توجهی از معترضان به خاطر اصابت گلوله‌های ساچمه‌ای و پینت‌بال به چشم‌شان به مراکز درمانی مراجعه کرده بودند. عبدالحمید اسماعیل‌زهی، امام جمعه اهل سنت زاهدان نیز روز جمعه ۱۴ بهمن با اشاره به مجروح شدن ۳۰۰ شهروند سیستان و بلوچستان در جمعه خونین زاهدان، گفت ۱۵ نفر از آنان در جریان حمله مأموران از ناحیه یک یا هر دو چشم نابینا شده‌اند. نیویورک تایمز طی گزارشی اواخر آبان ماه ۱۴۰۱ از صدها معترضی خبر داد که در جریان سرکوب خیزش انقلابی مردم ایران از فاصله نزدیک هدف قرار گرفته‌اند و چشمان آن‌ها بر اثر اصابت گلوله‌های فلزی یا پلاستیکی نابینا شده‌است. همچنین گاردین از دریافت ده‌ها عکس خبر داد که در آن ساچمه به تخم چشم معترضان اصابت کرده و ۱۰ کارشناس پزشکی در مصاحبه با گاردین گفته‌اند که در جریان اعتراضات ضد حکومتی، شلیک مأموران جمهوری اسلامی به چشم زنان، مردان و کودکان بسیار رایج بود.

### تحریف علت کشتار
مسئولان حکومت جمهوری اسلامی دلیل کشته‌شدن معترضان را خودکشی، بیماری زمینه‌ای، گاز گرفتن سگ… و حتی شلیک معترضان به یکدیگر اعلام می‌کنند.

### مشکل‌تراشی در هنگام تحویل پیکر کشته‌شدگان
حکومت جمهوری اسلامی در تحویل دادن پیکرهای کشته‌شدگان، اشکال‌تراشی و تأخیر انجام داده و حتی با سناریوسازی برای دلیل مرگشان باعث خشم مردم می‌شود.

### قبرشویی به عنوان کیفر
حکومت جمهوری اسلامی یک معترض ۳۳ ساله به نام مینا یعقوبی که مربی بدن‌سازی در شهر اراک است را علاوه بر ۱۱ سال حبس و ۸۵ ضربه شلاق، به «۱۲۴ ساعت شستن قبور» محکوم کرد. بنا بر گزارش شبکه‌های اجتماعی مینا یعقوبی حین خروج از زندان و آزادی موقت با قید وثیقه درحالی‌که با چشمان کبود و متورم دیده شد گفت که او «مدت‌ها روزی ۱۲ ساعت تحت بازجویی و شکنجه شدید» بوده‌است.

### افزایش فشار بر روزنامه‌نگاران و وکیلان
در روزهای اعتراضات فشارها بر روزنامه‌نگاران افزایش یافت. نیلوفر حامدی، فاطمه رجبی، مجتبی رحیمی، علیرضا خوشبخت و یلدا معیری از جمله بازداشت شدگان هستند. همچنین ۲ مهر نیروهای امنیتی با یورش به خانه الهه محمدی، روزنامه‌نگار، در خانه‌اش را شکسته و برخی از وسایل او از جمله کامپیوترش را با خود بردند.
با ادامه اعتراضات سراسری در ایران فشار مقامات قضایی جمهوری اسلامی بر وکلایی که دفاع از معترضان را عهده‌دار شدند هم افزایش یافته‌است. مهسا غلام‌علیزاده، سعید جلیلیان، میلاد پناهی‌پور و بابک پاک‌نیا بازداشت شدند.

### محدودتر کردن آزادی بیان و افزایش مجازات شخصیت‌های مشهور
مجلس شورای اسلامی در صدد برآمد که ماده‌ای به قانون مجازات اسلامی بیفزاید که اگر افراد سرشناس (سلبریتی) در صورت روی‌دادن رخدادی در جامعه، تا زمانی که مراجع رسمی حکومت دربارهٔ آن اظهارنظر نکرده‌اند، نباید دربارهٔ آن اظهارنظر کنند و اگر دیدگاهشان - هرچند درست باشد - با روایت و قرائت رسمی حکومت، تفاوت داشته باشد جرم محسوب شده و باعث مجازات می‌شود.

### اختلال گسترده اینترنت
در روزهای ابتدایی اتصال‌ها به اینترنت در ایران به ۶۷ درصد میزان معمول کاهش داده شد. در روزهای بعد اینترنت موبایل و خطوط تلفن همراه در بخش‌های گسترده‌ای از ایران قطع شد. رسانه اجتماعی اینستاگرام و پیام‌رسان واتس‌اپ نیز در ۳۰ شهریور فیلتر شدند. گوگل نیز از دسترس خارج شد که پس از دو روز رفع فیلتر شد. همچنین اختلال گسترده‌ای در دسترسی به اینترنت رخ داد که به گزارش نت‌بلاکس بزرگ‌ترین اختلال در اینترنت ایران از زمان قطعی کامل اینترنت در ۱۳۹۸ بود.

## واکنش‌ها
عفو بین‌الملل در واکنش به سرکوب خیزش ۱۴۰۱ ایران از دست یافتن به اسناد و مدارکی خبر داد که نشان می‌دهد از سوی عالی‌ترین مقام نظامی در ایران به فرماندهان نیروهای مسلح در تمامی استان‌ها دستوری با موضوع «مقابله شدید با اغتشاشگران و ضدانقلاب» صادر شده‌است که با معترضان که در واکنش‌ها به کشته‌شدن مهسا امینی به خیابان‌ها آمده‌اند، به شدت برخورد «بی‌رحمانه» کنند.
عفو بین‌الملل همچنین در این اسناد بر استفادهٔ گسترده نیروهای امنیتی حاضر در صحنه از تجهیزات کشنده و سلاح گرم و این که این نیروها یا به قصد کشتن معترضان از این تسلیحات استفاده می‌کردند یا اطمینان داشتند که استفاده از این تجهیزات، سرانجام مرگ طرف مقابل را در پی خواهد داشت.
اگنس کالامار، دبیرکل عفو بین‌الملل همزمان با اعلام خبر دستیابی به این اسناد عنوان کرد: «مقامات ایران آگاهانه تصمیم گرفته‌اند به افرادی که برای ابراز خشم خود پس از دهه‌ها سرکوب و بی‌عدالتی به خیابان‌ها آمده‌اند، آسیب بزنند یا آن‌ها را بکشند. و به این ترتیب در سیستم معافیت از مجازاتی که مدت‌هاست در ایران حاکم شده، ده‌ها مرد و زن و کودک در جریان اعتراضات اخیر کشته می‌شوند.» وی هشدار داد که «بدون یک اقدام جمعی مصمم از سوی جامعه بین‌الملل که مستلزم فراتر رفتن از بیانیه‌های محکوم‌کننده است، تعداد بیشماری از افراد تنها به دلیل شرکت در این تظاهرات کشته و معلول و شکنجه می‌شوند و به پشت میله‌های زندان انداخته می‌شوند یا مورد تجاوز جنسی قرار می‌گیرند.»
عفو بین‌الملل ضمن محکوم کردن روش‌های گسترده شکنجه و سایر رفتارهای خشونت‌بار نیروهای امنیتی با معترضان، به ضرب و شتم شدید معترضان، تجاوز و دیگر انواع خشونت‌های جنسی و موارد نقض حقوق زنان در جمهوری اسلامی ایران اشاره کرده‌است.

## همکاری با کشورهای خارجی برای سرکوب مردم
در حالی که مردم ایران در حال اعتراض به نقض حقوق بشر و آزادی‌های اساسی‌شان هستند حکومت جمهوری اسلامی به حکومت‌هایی مثل حکومت روسیه اجازه همکاری در سرکوب اعتراضات ایران را می‌دهد.

## استفاده از شبه‌نظامیان خارجی
به گزارش ایندیپندنت فارسی و نیز ادعای کیهان لندن، حکومت جمهوری اسلامی ایران برای جبران کمبود نیرو برای سرکوب معترضان مجبور به‌کارگیری نیروهای غیر ایرانی و نیابتی و شبه‌نظامیان خارجی شده‌است.